# Hans Plesman
Johan Cornelis (Hans) Plesman (Zeist, 8 september 1918 - Bari, 23 juni 1949), oorlogsvlieger, verzetsstrijder, KLM-gezagvoerder en de oudste zoon van Albert Plesman.

## Oorlogsjaren
Toen de Tweede Wereldoorlog uitbrak, woonde Hans Plesman in Amstelveen. Hij was net als zijn jongere broer Jan piloot tijdens de Tweede Wereldoorlog. 

### Meidagen
Tijdens de meidagen van 1940 was hij ingedeeld bij de 2e JavA (2e Jachtvlieg Afdeling) op Schiphol  als reserve-luitenant. Toen er in de vroege morgen van 10 mei 1940 op Schiphol Duitse bommen vielen steeg hij onmiddellijk op. Zijn vliegtuig werd zwaar beschadigd. Later steeg hij weer met een ander vliegtuig op, samen met drie andere vliegtuigen, waarna ze een transportvliegtuig van de Luftwaffe bij Gouda neerhaalden. Ze vlogen door naar vliegveld Valkenburg, waar de Duitsers al waren geland, en beschoten hen met mitrailleurs. 's Middags begeleidde hij bommenwerpers naar vliegveld Waalhaven.
De volgende dag maakte hij een verkenningsvlucht naar Arnhem-Westervoort. Op 12 mei vlogen ze weer naar Waalhaven, op 13 mei begeleidden zij bommenwerpers die naar Wageningen gingen. Op 14 mei maakte hij nog een verkenningsvlucht naar Utrecht en Amersfoort. In totaal maakte hij tien operationele vlieguren in een Fokker D.XXI en kreeg daarvoor de Bronzen Leeuw. 

### Verzet
Later speelde hij een rol in het verzet. Op 2 juni 1941 probeerde hij met Hans Maas en Bob van der Stok naar Engeland te gaan. Maas had zelf een bootje gebouwd, Van der Stok had hem wel geholpen om hem af te maken. Met Kees Kerdel bracht Maas de boot naar Scheveningen. Hun eerste poging ging wegens slecht weer niet door, de tweede poging ging niet door omdat de garage, waarin de boot was opgeslagen, door een bom was getroffen.

## Na de oorlog
Na de oorlog vloog hij voor de KLM en verongelukte als KLM-gezagvoerder van de Lockheed Constellation Roermond op 23 juni 1949 in zee bij Bari, Italië. Hij werd op de Algemene Begraafplaats in Den Haag begraven. 
Zijn zoon Jan (1945-2024) werd in 1984 bekend als piloot van "de tweede Uiver".